# Play It As It Lays
Play It As It Lays är Patti Scialfas tredje och senaste skiva som kom  2007.

## Låtlista
1. Looking For Elvis
2. Like Any Woman Would
3. Town Called Heartbreak
4. Play Around
5. Rainy Day Man
6. The Word
7. Bad For You
8. Run, Run, Run
9. Play It As It Lays
10. Black Ladder

Town Called Heartbreak har spelats på olika ställen. Som Jay Leno, Letterman, Conan.